# György Kolonics
György Kolonics (4 juin 1972, Budapest - 15 juillet 2008, Budapest), surnommé Kolo, est un céiste hongrois pratiquant la course en ligne, qui a remporté deux médailles d'or et deux médailles de bronze aux Jeux olympiques. Il a également remporté 15 médailles d'or aux Championnats du monde.
Après avoir participé aux Jeux olympiques d'Atlanta, de Sydney et d'Athènes, il se qualifie pour les Jeux de Pékin. Il meurt subitement d'une crise cardiaque lors d'un entraînement pour ces Jeux.